# 아뉴타
《아뉴타》(러시아어: Аню́та)는 러시아 제국의 극작가, 소설가 겸 의사 안톤 체호프가 집필한 단편 소설이다. 1886년 잡지 《오스콜키》에 실려서 출판되었다.

## 등장 인물
- 아뉴타 (Анюта)

여러 하숙집을 전전하며 사는 젊은 여성으로, 의대생 클로치코프와 함께 살며 그의 공부를 돕는다.
- 스테판 클로치코프 (Степан Клочков)

의과대학 3학년에 재학 중인 의대생으로, 아뉴타의 도움을 받아 의학 공부에 열중한다.
- 페티소프 (Фетисов)

화가로, 그림에 사용할 모델로 사용하기 위해 아뉴타를 데려가려 한다.

## 줄거리[1]
한 아파트의 집세가 가장 싼 방에서 의대생 클로치코프는 공부에 열중하고 있으며 같이 살고 있는 여인 아뉴타는 수를 놓고 있었다. 클로치코프는 아뉴타의 신체를 실습 모델로 하여금 공부를 했다.
그러던 중 화가인 페티소프가 방 안으로 들어와 그림에 필요한 모델 역할이 필요하다며 아뉴타를 데려가려 했다. 아뉴타는 거부했으나 클로치코프는 모델 역할을 강권한다.
클로치코프의 방을 둘러보던 페티소프는 방의 열악한 상황을 거론했고, 이후 페티소프와 아뉴타가 방을 나간 후 클로치코프는 자신의 방 상태에 환멸을 느꼈고 이는 아뉴타에 대한 거부감으로 번지게 된다.
모델 역할을 마치고 돌아온 아뉴타에게 클로치코프는 이별을 통보하고, 아뉴타는 짐을 챙긴 후 클로치코프에게 설탕을 선물하고 눈물을 흘린다. 이에 연민을 느낀 클로치코프는 그녀와 일주일 동안 더 머물게 해주고 다시 공부를 시작한다.

## 참고 문헌
- 안톤 체호프 (2021년 1월 30일). 〈아뉴타〉. 《개를 데리고 다니는 여인》. 더클래식 세계문학 컬렉션 049. 번역 장한. 더클래식. 156-165쪽. ISBN 9791164454136.